# Скуби-Ду и братята Бу
„Скуби-Ду и братята Бу“ (на английски: Scooby-Doo Meets the Boo Brothers) е американски анимационен телевизионен филм от 1987 г., продуциран от Хана-Барбера като част от поредицата Superstars 10. Двучасовия филм е излъчен по различните канали.

## В България
В България филмът е излъчен на 3 март 2012 г. по Картун Нетуърк кино като част от „Картун Нетуърк кино“ с нахсинхронен дублаж на български език, записан в студио „Александра Аудио“. Екипът се състои от:
| Пост                   | Име |
| ---------------------- | --- |
| Изпълнителен продуцент | Васил Новаков |
| Преводач               | Йоанна Йорданова |
| Озвучаващи артисти     | Георги Стоянов Георги Спасов Кирил Бояджиев Златина Тасева Татяна Етимова Поля Цветкова Анатолий Божинов Живко Джуранов Явор Караиванов Здравко Димитров Лъчезар Стефанов Петър Добрев Христо Бонин |
| Тонрежисьор            | Мартин Станев |
| Режисьор на дублажа    | Василка Сугарева |